# Sierra de la Pandera
La Pandera con 1872 m de altitud es el punto más alto de la comarca Sierra Sur de Jaén. En su cumbre se encuentra una estación militar. Se encuentra entre los municipios jienenses de Los Villares y Valdepeñas de Jaén. 

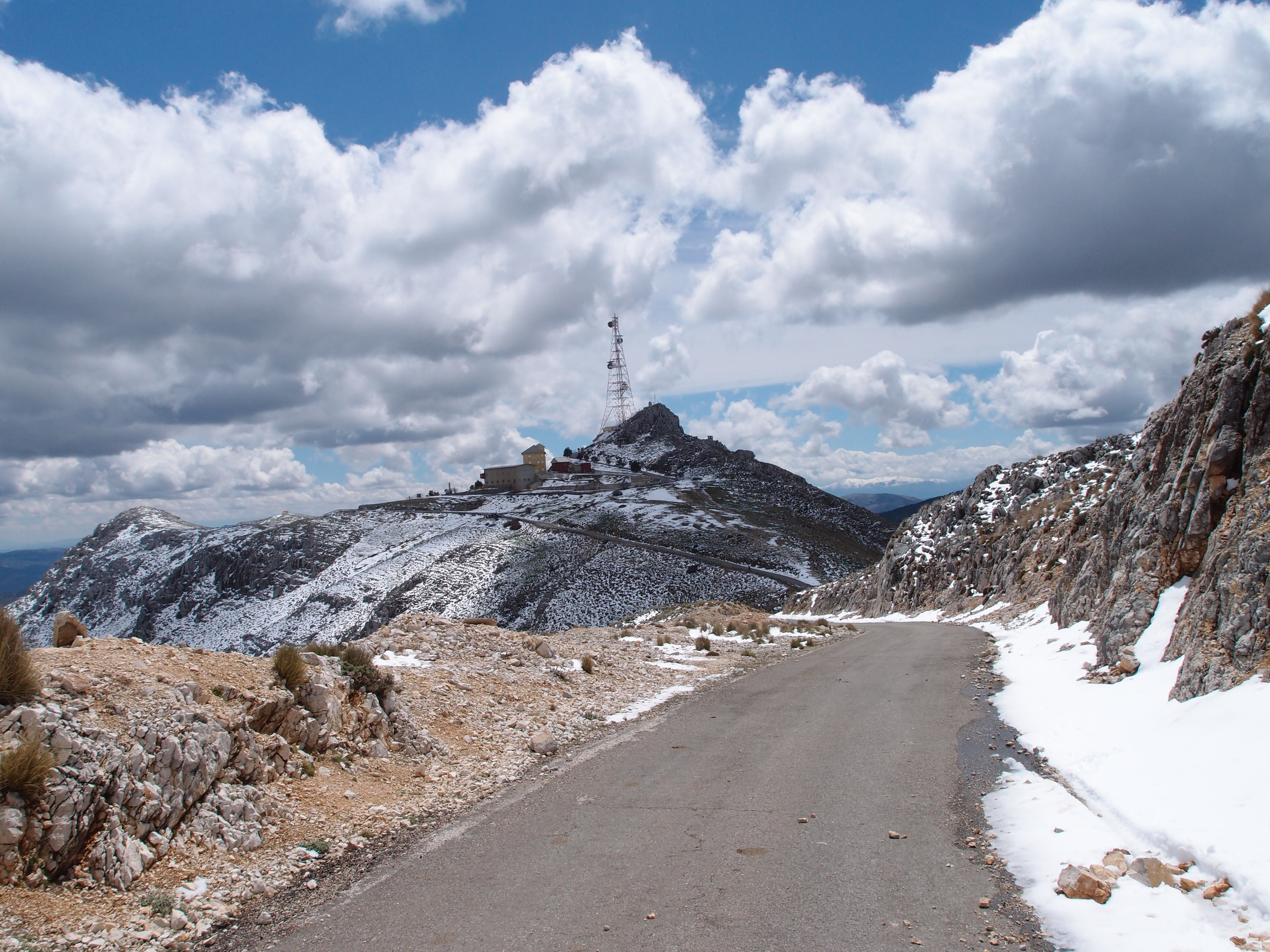
Cumbre de La Pandera.

## Vistas
Algunos de los lugares que se pueden observar desde la cima son: pantano del río Quiebrajano, Sierra Nevada, Sierra Mágina, Sierra de Cazorla,  el resto de la Sierra Sur, parte de Jaén capital, La Cruz de la Chimba (1100 m), el paraje de Los Llanos de las Navas (1505 m) Valdepeñas de Jaén, e incluso los días claros de buena visibilidad, se puede divisar el Mar Mediterráneo incluso el Estrecho de Gibraltar. 
También se pueden observar los municipios colindantes, Los Villares y Valdepeñas de Jaén con una diferencia de altitud de más de 1000 metros.

## Deporte

### Ciclismo
La Vuelta ciclista a España ha terminado en varias ocasiones una etapa en esta cumbre, en los años 2002, 2003, 2006, 2009, 2017 y 2022.

#### Ganadores de la etapa de La Pandera en La Vuelta a España
| Año  | Ciclista                 |
| ---- | ------------------------ |
| 2002 | Roberto Heras (ESP)      |
| 2003 | Alejandro Valverde (ESP) |
| 2006 | Andrey Kashechkin (KAZ)  |
| 2009 | Damiano Cunego (ITA)     |
| 2017 | Rafał Majka (POL)        |
| 2022 | Richard Carapaz (ECU)    |

Además cada año la asociación ADSUR, que engloba a los 10 ayuntamientos de la comarca Sierra Sur de Jaén, organiza el Ascenso a La Pandera, por un recorrido que cambia cada año.

### Rutas
Aunque se puede acceder por la carretera que conduce a la estación militar, la ruta más usada para ascender a esta cumbre parte del puerto Coberteras siguiendo una senda que rodea la Peña del Altar por el este, pasa junto a una pequeña fuente y corona en el puerto de la Nava. Desde aquí una pequeña senda sube por la cara norte hasta la Peña del Altar, antecima de la Pandera.

## Base del ejército
En la zona de la cima hay una estación de la Red Territorial de Mando (repetidor de la red telefónica militar) no son radares ni misiles, como se cree erróneamente, aunque se construyó con planos y asesoramiento del ejército estadounidense, siempre ha sido una base española, con soldados españoles, que permanecían en los antiguos barracones para la seguridad, mantenimiento y soporte técnico. Actualmente la vigilancia de la estación se realiza mediante un sistema de infrarrojos que alerta cuando detecta movimiento. Existe en las inmediaciones un puesto de vigilancia contra incendios y aún hoy son visibles otros edificios como así también el helipuerto.